# Kościół św. Bartłomieja Apostoła w Grębkowie
Kościół świętego Bartłomieja Apostoła – rzymskokatolicki kościół parafialny należący do parafii pod tym samym wezwaniem w dekanacie Grębków diecezji siedleckiej.

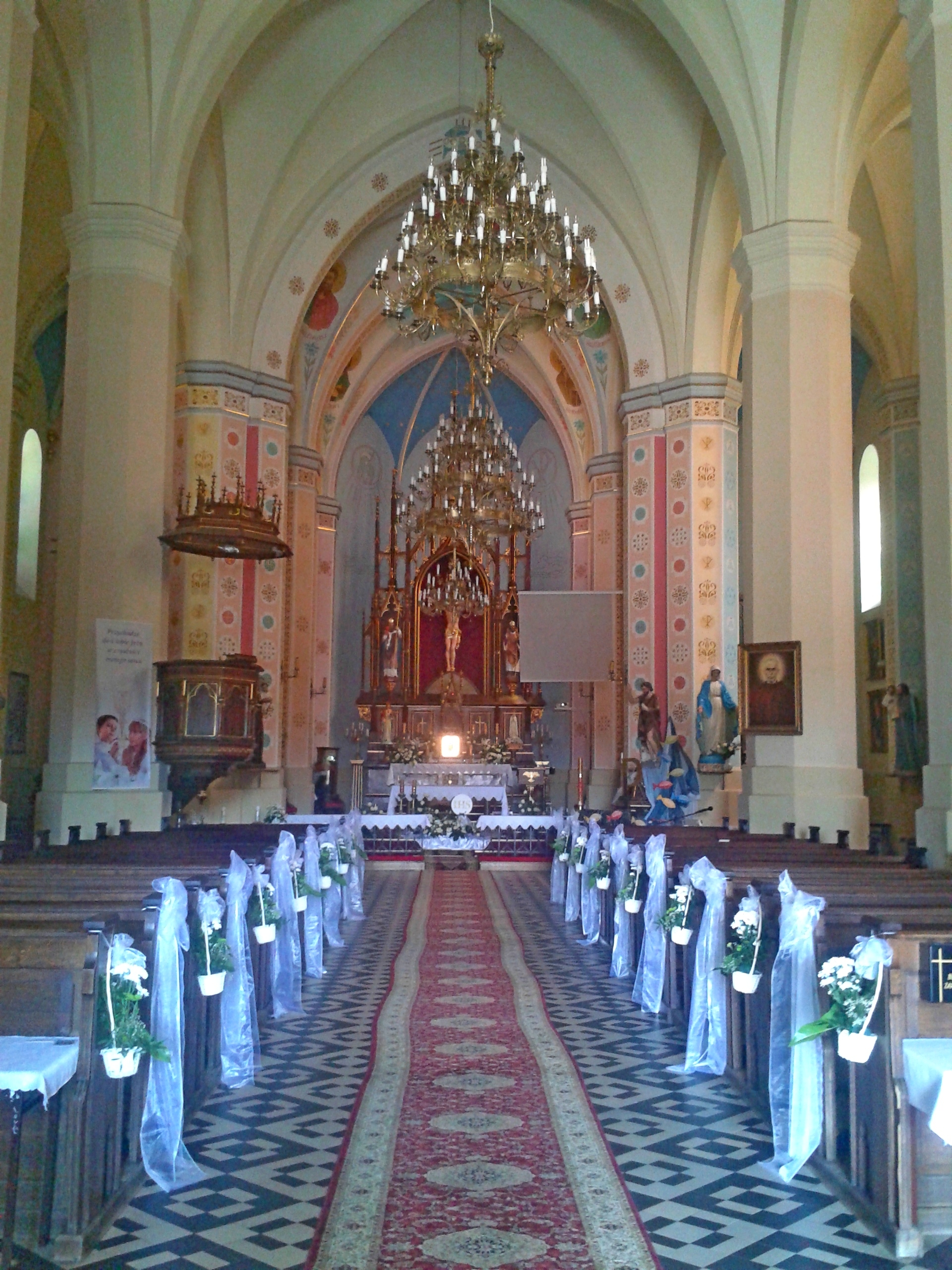
Wnętrze kościoła

Jest to świątynia wzniesiona w latach 1898-1902 przez księdza Ludwika Michała Mystkowskiego, proboszcza z Grębkowa. Budowla jest murowana, trzynawowa, reprezentuje styl neogotycki. Ufundowana została przez małżeństwo Eleonorę i Stanisława Brogowiczów, właścicieli dóbr Trzebucza. W dniu 10 sierpnia 1902 roku kościół został konsekrowany przez biskupa lubelskiego Franciszka Jaczewskiego.
Budowla została zaprojektowana przez budowniczego powiatowego Kazimierza Zajączkowskiego. Jest świątynią w typie halowym i posiada dwuwieżową elewację.